# Cimitero al-'Ud
Il cimitero al-ʿŪd (in arabo مقبرة العود‎?, Makbarat al-ʿŪd) è un cimitero pubblico di Riad, Arabia Saudita.

## Significato del nome
La parola ʿŪd, in lingua araba, significa "persona anziana" ed è riferita al primo re dell'Arabia Saudita ʿAbd al-ʿAzīz che è sepolto qui.

## Localizzazione
Situato nel Distretto di al-Gubeyra a circa un km dalla via Bathaʿa, al centro di Riyad, il cimitero si estende tra le località di al-Dirra e Manfuha. È a quasi 5 km dalla moschea dedicata all'Imam Turkī bin ʿAbd Allāh.
Nel marzo 2012, la Direzione per la salute ambientale del comune di Riyad ha avviato un progetto per marcare ogni tomba elettronicamente.

## Sepolture
Malgrado la nota ostilità wahhabita nei confronti dei cimiteri che non siano assolutamente spogli di orpelli, per il timore che essi possano diventare quasi dei luoghi di adorazione che intralcino il doveroso culto da rendere al solo Allah e che ha portato a non trascurabili devastazioni architettoniche del cimitero medinese del Baqīʿ al-Gharqad e di quello meccano del Jannat al-Muʿallā (ma anche di luoghi di culto quali il complesso del Al-Masjid al-Haram che contiene la Kaʿba), il cimitero di Riyāḍ è diventato famoso per ospitare le spoglie mortali di vari personaggi illustri e della stessa famiglia reale saudita. Tutte le tombe però sono delle semplice fosse ricoperte di ghiaia e segnalate con due cippi.

## Sepolture illustri

### Re dell'Arabia Saudita[6][7][8]
- ʿAbd al-ʿAzīz (1876 - 1953)
- Saʿūd (1902 - 1969)
- Fayṣal (1904 - 1975)
- Khālid (1912 - 1982)
- Fahd (1921 - 2005)
- ʿAbd Allāh (1924 - 2015)

### Principi e principesse dell'Arabia Saudita[6][9][10]
- Nura bint 'Abd al-Rahman Al Sa'ud (1875 - 1950)
- Thamir bin Sa'ud Al Sa'ud (1927 - 1967)
- Majid bin Sa'ud Al Sa'ud (1929 - 1969)
- Nasser bin Abd al-Aziz Al Sa'ud (1911 - 1984)
- Abd Allah bin Sa'ud Al Sa'ud (1924 - 1997)
- Fayṣal bin Fahd Āl Saʿūd (1945 - 1999)
- Fahd bin Salman Al Sa'ud (1955 - 2001)
- Ahmad bin Salman Al Sa'ud (1958 - 2002)
- Badr bin Sa'ud Al Sa'ud (1934 - 2004)
- ʿAbd al-Majīd bin ʿAbd al-ʿAzīz Āl Saʿūd (1942 - 2007)
- Sultana bint 'Abd al-'Aziz Al Sa'ud (1928 - 2008)
- Sultana bint Turki bin Ahmad al-Sudayri (1940 - 2011)
- Seeta bint Abd al-Aziz Al Sa'ud (1930 - 2011)
- Sultan bin 'Abd al-'Aziz Al Sa'ud (1928 - 2011)
- Mohammad bin Sa'ud Al Sa'ud (1934 - 2012)
- Turki bin Sultan Al Sa'ud (1959 - 2012)
- Turki II bin Abd al-Aziz Al Sa'ud (1934 - 2016)
- Mansour bin Muqrin Al Sa'ud (1974 - 2017)
- Talal bin Abd al-Aziz Al Sa'ud (1931 - 2018)
- Talal bin Sa'ud Al Sa'ud (1952 - 2020)
- Turki bin Nasser Al Sa'ud (1941 - 2021)

### Altri
- Ghāzī ʿAbd al-Raḥmān al-Quṣaybī (1940 - 2010)